# Stråkrabbspindel
Stråkrabbspindel (Xysticus lineatus) är en spindelart som först beskrevs av Westring 1851.  Stråkrabbspindel ingår i släktet Xysticus och familjen krabbspindlar. Arten är reproducerande i Sverige. Inga underarter finns listade i Catalogue of Life.